# Papilio
Papilio là một chi bướm phượng. Từ papilio trong tiếng Latin nghĩa là bướm. Chi này bao gồm một số loài bướm nổi tiếng Bắc Mỹ Papilio rutulus. Các loài tương tự ở châu Á gồm Papilio polytes, Papilio polymnestor, Papilio memnon, và Papilio deiphobus, ở Úc gồm Papilio aegeus, Papilio ulysses và châu Phi gồm Papilio demodocus.
Các chi cũ nay được hợp nhất vào chi Papilio:
- Achillides
- Eleppone
- Druryia
- Heraclides
- Menelaides
- Princeps
- Pterourus
- Sinoprinceps

## Các loài
- Papilio acheron Grose-Smith, 1887
- Papilio aegeus Donovan, 1805
- Papilio aethiops Rothschild & Jordan, 1905
- Papilio agestor Gray, 1831
- Papilio albinus Wallace, 1865
- Papilio alcmenor C. et R. Felder, 1864
- Papilio alexanor Esper, 1799 Papilio alexanor
- Papilio ambrax Boisduval, 1832
- Papilio amynthor Boisduval, 1859
- Papilio anactus MacLeay, 1826
- Papilio anchisiades Esper, 1788
- Papilio androgeus Cramer, 1775
- Papilio andronicus Ward, 1871
- Papilio antimachus Drury, 1782
- Papilio antonio Hewitson, 1872
- Papilio arcturus Westwood, 1842
- Papilio aristeus Cramer, 1781
- Papilio aristodemus Esper, 1794

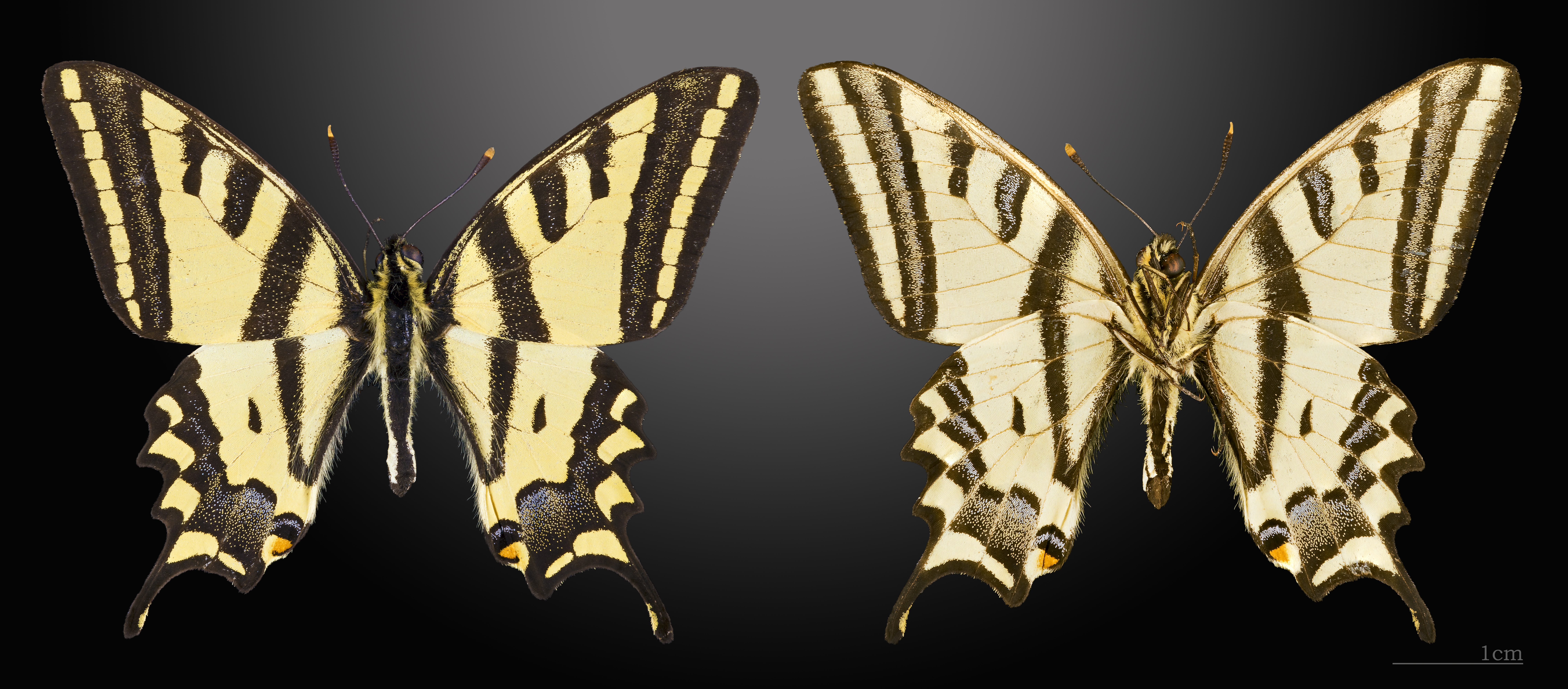
Papilio alexanor

- Papilio aristophontes Oberthür, 1897
- Papilio aristor Godart, 1819
- Papilio ascalaphus Boisduval, 1836
- Papilio ascolius C. et R. Felder, 1865
- Papilio astyalus Godart, 1819
- Papilio bachus (C. & R. Felder, 1865)
- Papilio benguelana Joicey & Talbot, 1923
- Papilio bianor Cramer, 1777
- Papilio birchalli Hewitson, 1863
- Papilio blumei Boisduval, 1836
- Papilio bootes Westwood, 1842
- Papilio brevicauda Saunders, 1869
- Papilio bridgei Mathew, 1886
- Papilio bromius (Doubleday, 1845)
- Papilio buddha Westwood, 1872
- Papilio cacicus Lucas, 1852
- Papilio caiguanabus (Poey, 1851)
- Papilio canadensis Rothschild & Jordan, 1906.
- Papilio carolinensis Jumalon, 1967.
- Papilio castor Westwood, 1842.
- Papilio charopus Westwood, 1843.
- Papilio chiansiades Westwood, 1872.
- Papilio chikae Igarashi, 1965.
- Papilio cleotas Gray, 1832.
- Papilio clytia Linnaeus, 1758.
- Papilio constantinus Ward, 1871.
- Papilio cresphontes Cramer, 1777.
- Papilio crino Fabricius, 1793.
- Papilio cynorta Fabricius, 1793.
- Papilio cyproeofila Butler, 1868.
- Papilio dardanus Brown, 1776.
- Papilio deiphobus Linnaeus, 1758.
- Papilio delalandei Godart, 1823.
- Papilio demodocus Esper, 1798.
- Papilio demoleus Linnaeus, 1758.
- Papilio demolion Cramer, 1776.
- Papilio desmondi van Someren, 1960.
- Papilio dialis Leech, 1894.
- Papilio diaphora Staudinger, 1891.
- Papilio diazi Racheli et Sborboni, 1975.
- Papilio diophantus Grose-Smith, 1883.
- Papilio dravidarum Wood-Mason, 1880.
- Papilio echerioides Trimen, 1868.
- Papilio elephenor Doubleday, 1845.
- Papilio elwesi Leech, 1889.
- Papilio epenetus Hewitson, 1861.
- Papilio epiphorbas Boisduval, 1833.
- Papilio epycides Hewitson, 1864.
- Papilio erithonioides Grose-Smith, 1891.
- Papilio erskinei Mathew, 1866.
- Papilio esperanza Beutelspacher, 1975.
- Papilio euchenor Guérin-Méneville, 1829.
- Papilio euphranor Trimen, 1868.
- Papilio eurymedon Lucas, 1852.
- Papilio euterpinus (Godman et Salvin, 1868).
- Papilio forbesi Grose-Smith, 1887.
- Papilio fuelleborni Karsch, 1900.
- Papilio fuscus Goeze, 1779.
- Papilio gallienus Aurivillius, 1879.
- Papilio gambrisius Cramer, 1777.
- Papilio garamas (Geyer, 1829).
- Papilio garleppi Staudinger, 1892.
- Papilio gigon C. et R. Felder, 1864.
- Papilio glaucus Linnaeus, 1758.
- Papilio godeffroyi Semper.
- Papilio grosesmithi Rothschild, 1926.
- Papilio hectorides Esper, 1794.
- Papilio helenus Linnaeus, 1758.
- Papilio heringi Niepelt.
- Papilio hesperus Westwood, 1845. Papilio hesperus
- Papilio himeros Hopffer, 1866.

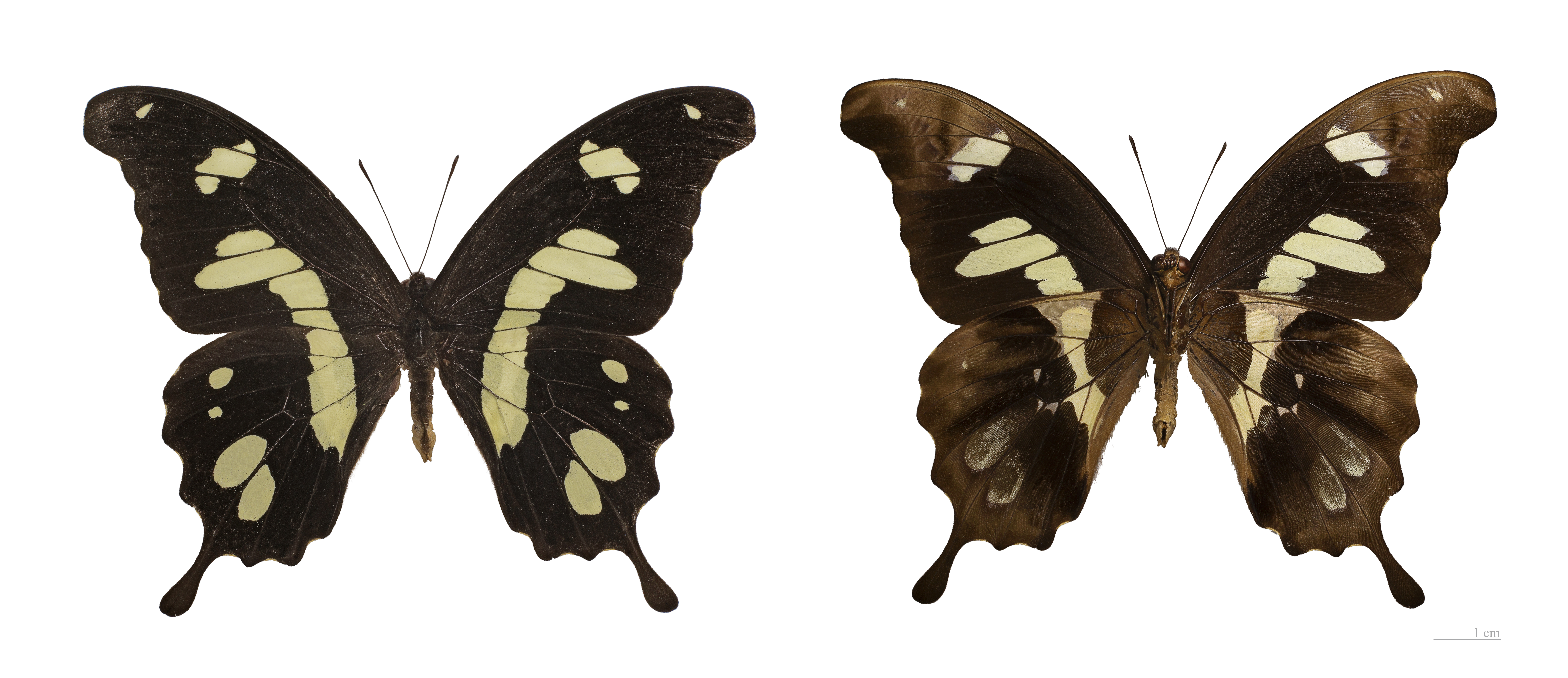
Papilio hesperus

- Papilio hipponous C. et R. Felder, 1862.
- Papilio homothoas Rothschild et Jordan, 1906.
- Papilio hoppo Matsumura, 1908.
- Papilio hornimani Distant, 1879.
- Papilio horribilis Butler, 1874.
- Papilio hospiton Guénée, 1839.
- Papilio hyppason Cramer, 1776.
- Papilio indra Reakirt, 1866.
- Papilio inopinatus Butler, 1883.
- Papilio interjecta van Someren, 1960.
- Papilio isidorus Doubleday, 1846.
- Papilio iswara White, 1842.
- Papilio iswaroides Fruhstorfer, 1898.
- Papilio jacksoni Sharpe, 1891.
- Papilio jordani Fruhstorfer, 1902.
- Papilio judicael Oberthür, 1888.
- Papilio karna C. et R. Felder, 1865.
- Papilio krishna Moore, 1857.
- Papilio laglaizei Depuiset, 1877.
- Papilio lamarchei Staudinger, 1892.
- Papilio lampsacus Boisduval, 1836.
- Papilio leucotaenia Rothschild, 1908.
- Papilio liomedon Moore, 1875.
- Papilio lormieri Distant, 1874.
- Papilio lorquinianus C. et R. Felder, 1865.
- Papilio lowii Druce, 1873.
- Papilio maackii Ménétries, 1859.
- Papilio machaon Linnaeus, 1758. Papilio machaon
- Papilio machaonides Esper, 1796.
- Papilio macilentus Janson, 1877.
- Papilio mackinnoni Sharpe, 1891.
- Papilio mahadeva Moore, 1879.
- Papilio mangoura Hewitson, 1875.
- Papilio manlius Fabricius, 1798.

Papilio machaon

- Papilio maraho Shiraki et Sonan, 1934.
- Papilio matusiki (Johnson et Rozycki, 1986).
- Papilio mayo Atkinson, 1873.
- Papilio mechowi Dewitz, 1881.
- Papilio mechowianus Dewitz, 1885.
- Papilio memnon Linnaeus, 1758.
- Papilio menestheus Drury, 1773.
- Papilio moerneri Aurivillius, 1919.
- Papilio montrouzieri Boisduval, 1859.
- Papilio morondavana Grose-Smith, 1891.
- Papilio multicaudata Kirby, 1884.
- Papilio nandina Rothschild et Jordan, 1901.
- Papilio nephelus Boisduval, 1836.
- Papilio neumoegeni Honrath, 1890.
- Papilio neyi Niepelt, 1909.
- Papilio nireus Linnaeus, 1758.
- Papilio nobilis Rogenhöfer, 1891.
- Papilio noblei de Nicéville, 1889.
- Papilio nubilus Staudinger, 1891.
- Papilio oenomaus Godart, 1819.
- Papilio okinawensis Fruhstorfer, 1898.
- Papilio ophidicephalus Oberthür, 1878.
- Papilio oribazus Boisduval, 1836.
- Papilio ornythion Boisduval, 1836.
- Papilio osmana Jumalon, 1967.
- Papilio oxynius (Hübner, 1834).
- Papilio paeon (Boisduval, 1836).
- Papilio palamedes Drury, 1773.
- Papilio palinurus Fabricius, 1787.
- Papilio paradoxa (Zinken, 1831).
- Papilio paris Linnaeus, 1758.
- Papilio pelaus (Fabricius, 1775).
- Papilio peleides Esper, 1793.
- Papilio peranthus Fabricius, 1787. Papilio peranthus
- Papilio pericles Wallace, 1865.

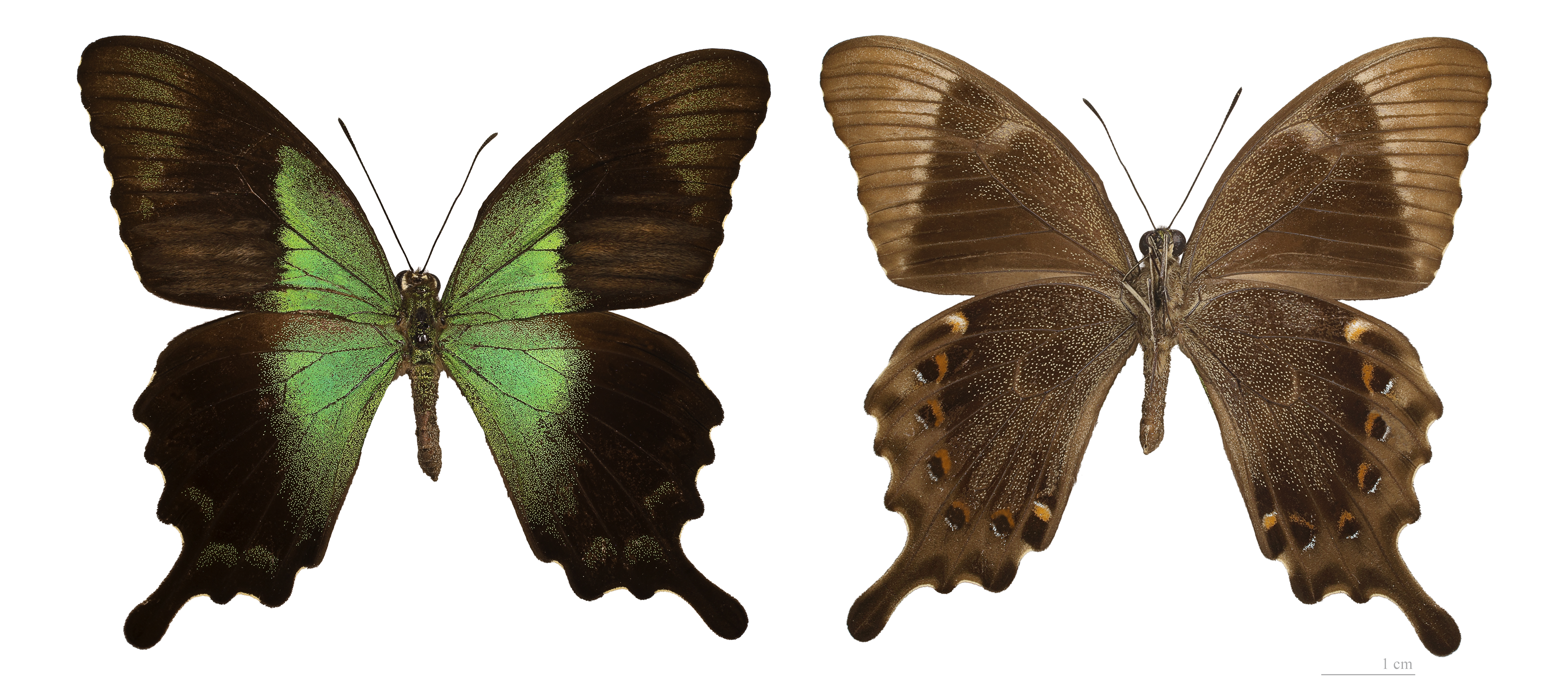
Papilio peranthus

- Papilio phestus Guérin-Méneville, 1830.
- Papilio phorbanta Linnaeus, 1771.
- Papilio phorcas Cramer, 1775.
- Papilio pilumnus Boisduval, 1836.
- Papilio pitmani Elwes et de Nicéville, 1887.
- Papilio plagiatus Aurivillius, 1898.
- Papilio polyctor Boisduval, 1836.
- Papilio polymnestor Cramer, 1775.
- Papilio polytes Linnaeus, 1758.
- Papilio polyxenes Fabricius, 1775.
- Papilio prexaspes C. et R. Felder, 1865.
- Papilio protenor Cramer, 1775.
- Papilio ptolychus Godman et Salvin, 1888.
- Papilio rex Oberthür, 1886.
- Papilio rhodostictus Butler, 1874.
- Papilio rogeri Boisduval, 1836.
- Papilio rumanzovia Eschscholtz, 1821.
- Papilio rutulus Lucas, 1852.
- Papilio saharae Oberthür, 1879.
- Papilio sakontala Hewitson, 1864.
- Papilio sataspes Felder et Felder, 1865.
- Papilio scamander (Boisduval, 1836).
- Papilio schmeltzi Herrich-Schäffer, 1869.
- Papilio sjoestedti Aurivillius, 1908.
- Papilio slateri Hewitson, 1859.
- Papilio sosia Rothschild et Jordan, 1903.
- Papilio syfanius Oberthür, 1890.
- Papilio tasso Staudinger, 1884.
- Papilio thaiwanus Rothschild, 1898.
- Papilio thersites Fabricius, 1775.
- Papilio thoas Linnaeus, 1771. Papilio thoas
- Papilio thuraui Karsch, 1900.
- Papilio toboroi Ribbe, 1907.
- Papilio torquatus Cramer, 1777
- Papilio troilus Linnaeus, 1758
- Papilio tros (Hübner, 1825)
- Papilio tydeus C. & R. Felder, 1860
- Papilio ulysses Linnaeus, 1758
- Papilio veiovis Hewitson, 1865

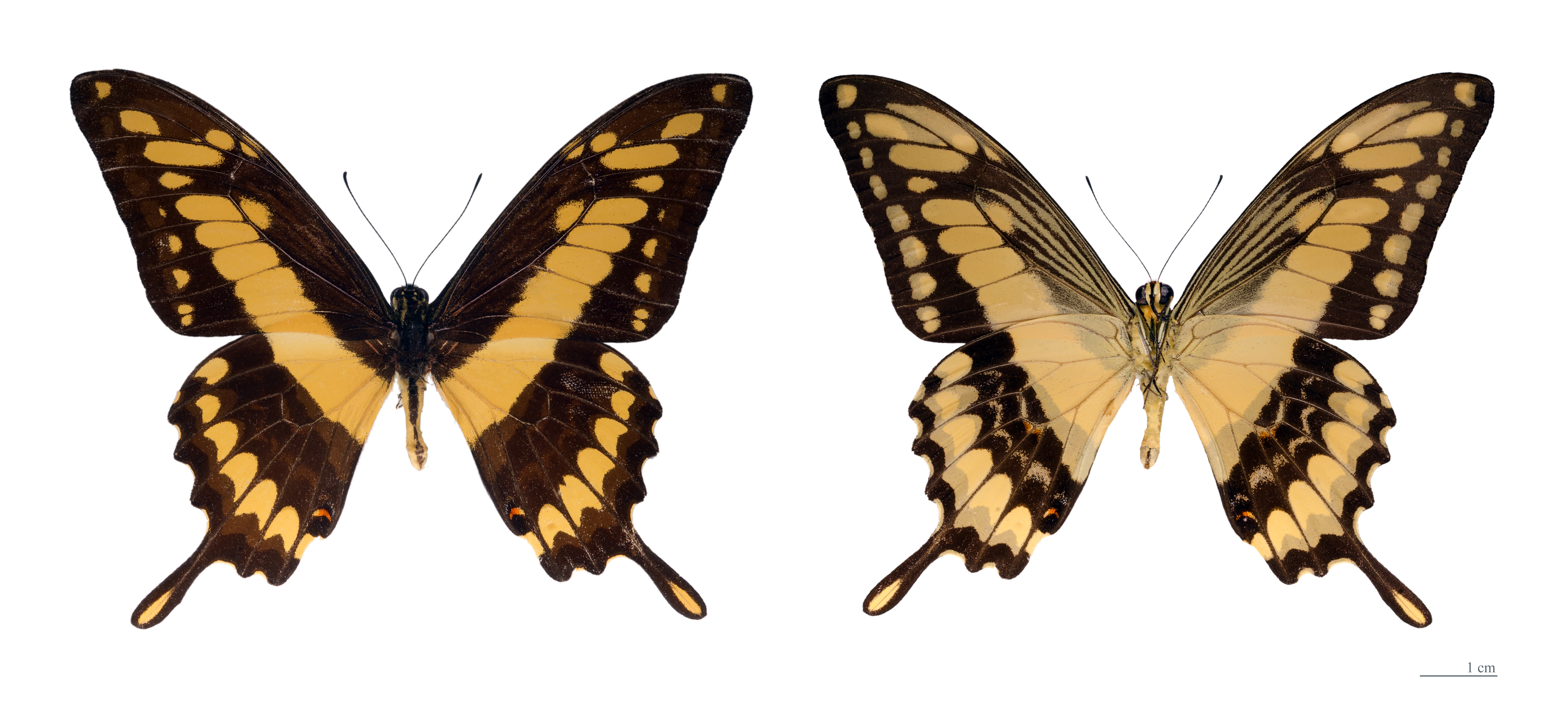
Papilio thoas

- Papilio victorinus Doubleday, 1844
- Papilio weymeri Niepelt, 1914
- Papilio woodfordi Godman & Salvin, 1888
- Papilio xanthopleura Godman & Salvin, 1868
- Papilio xuthus Linnaeus, 1767.
- Papilio zagreus Doubleday, 1847
- Papilio zalmoxis Hewitson, 1864
- Papilio zelicaon Lucas, 1852
- Papilio zenobia Fabricius, 1775
- Papilio zoroastres Druce, 1878

## Hình ảnh

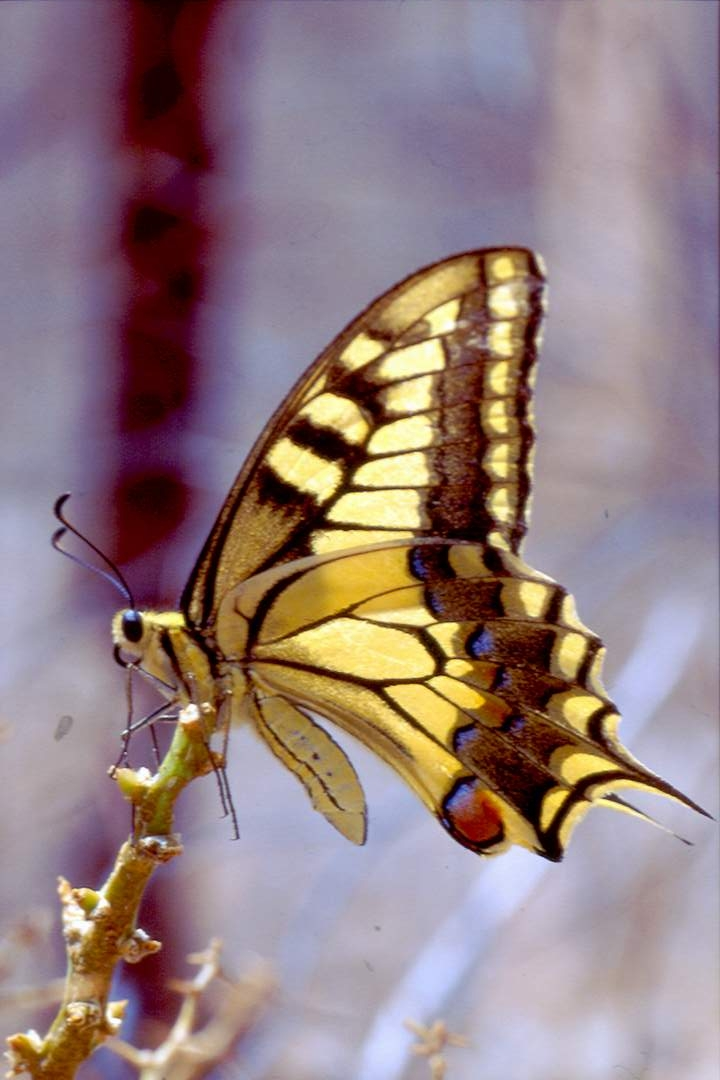
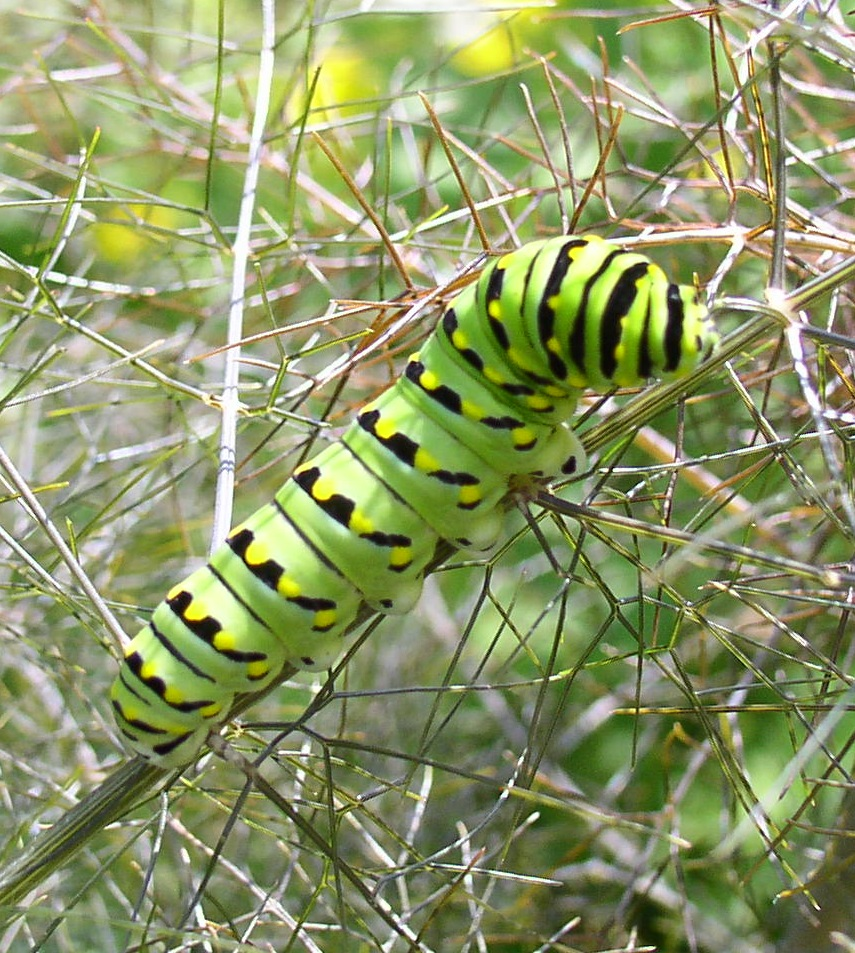
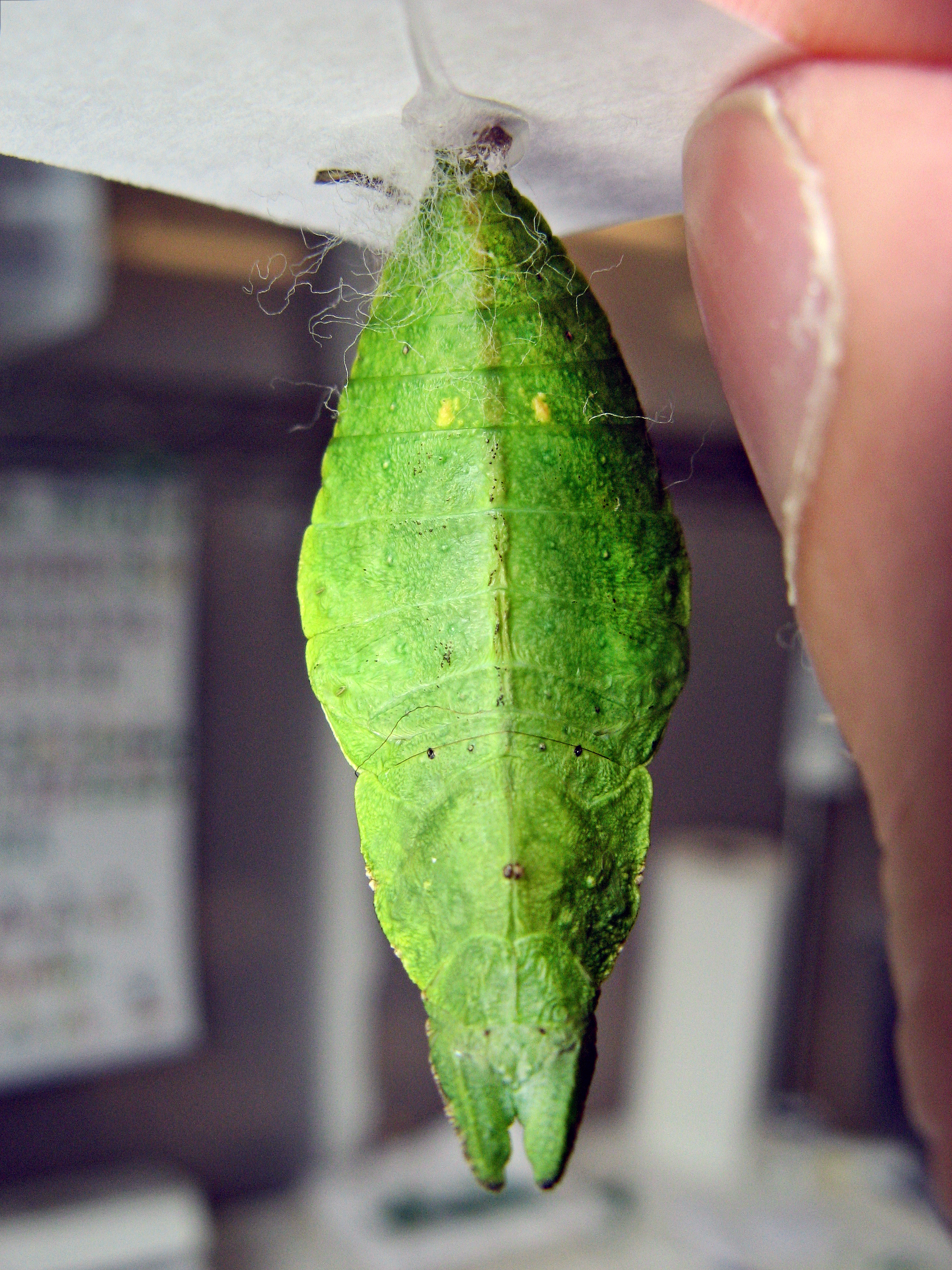
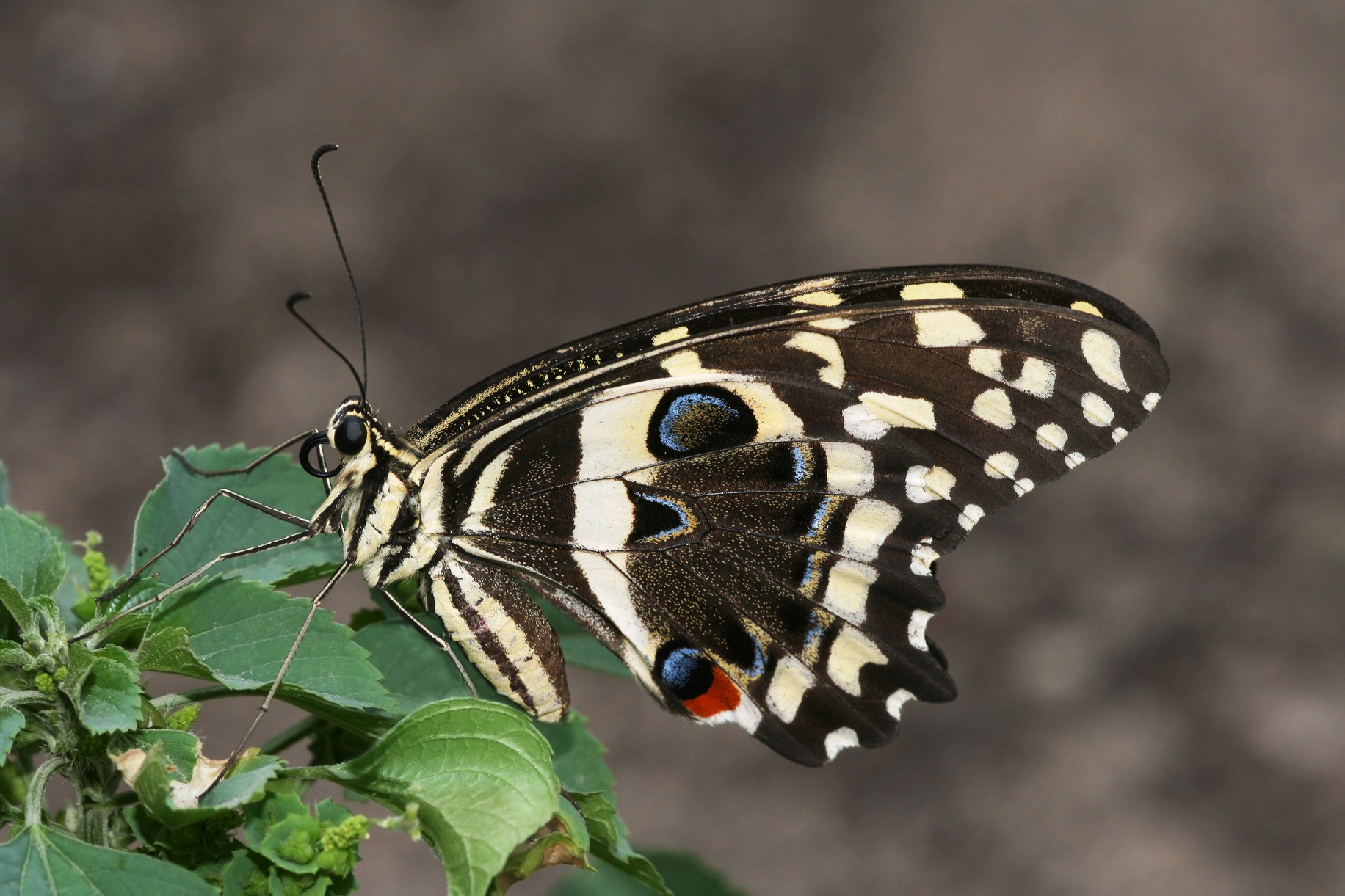
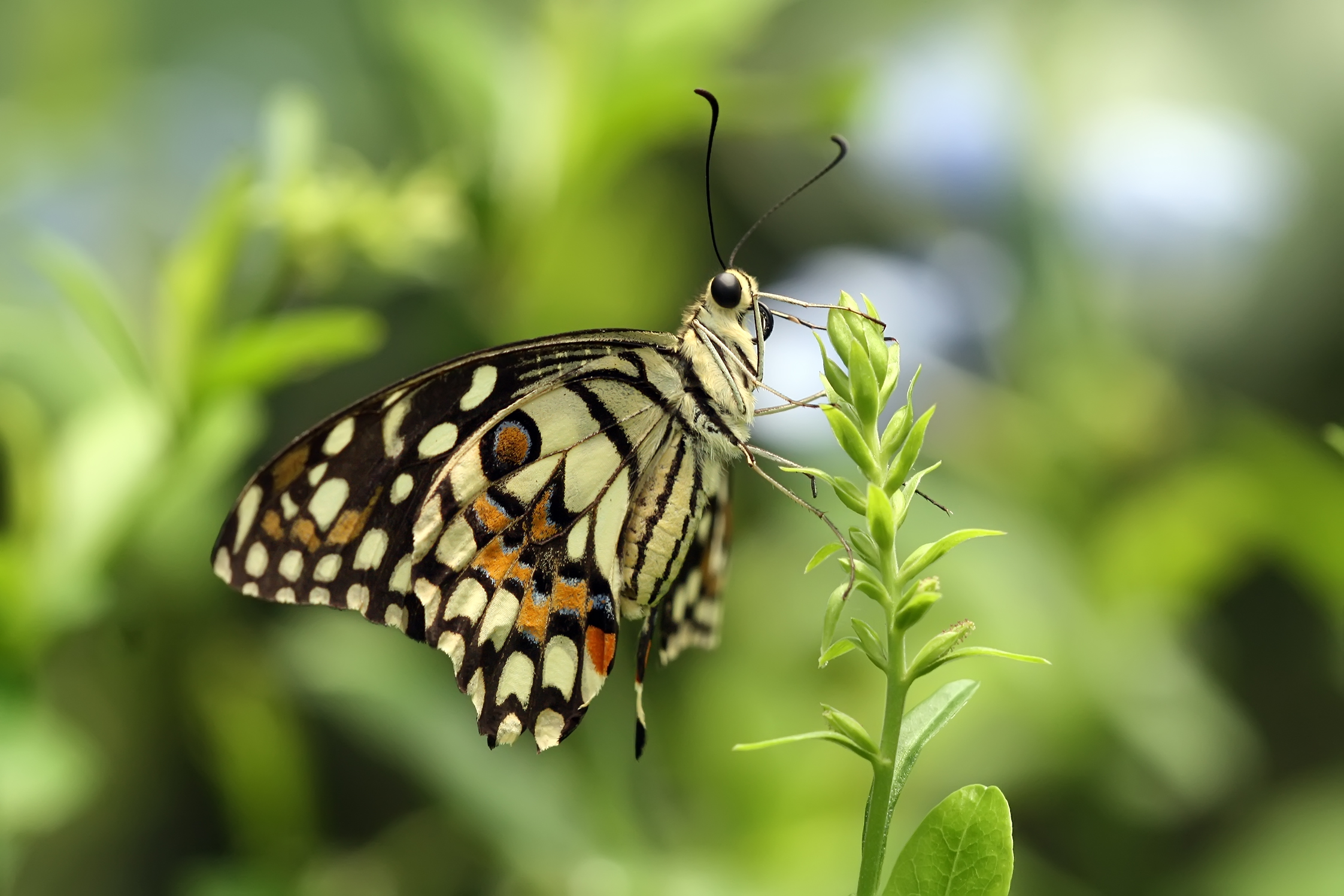
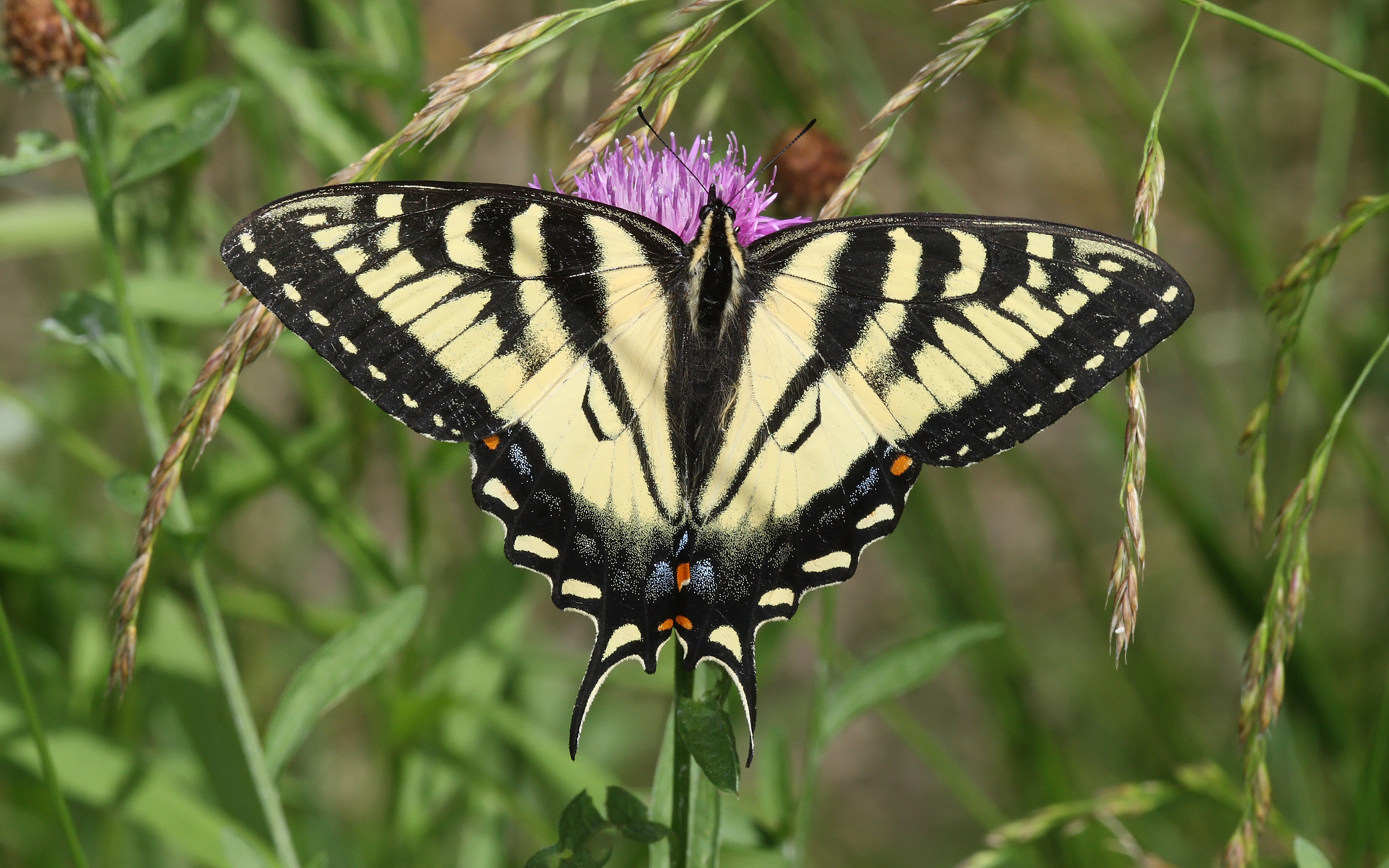
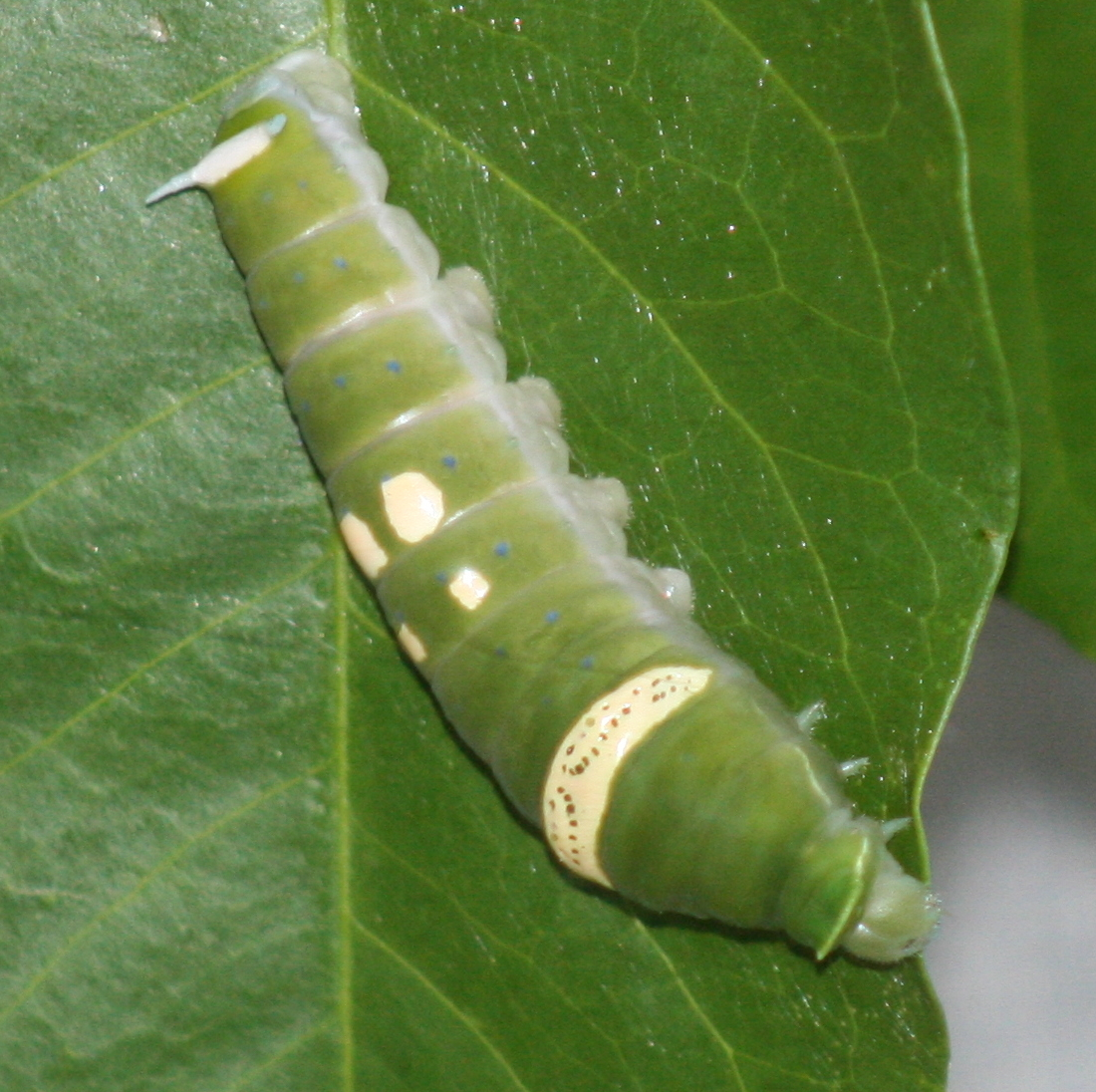
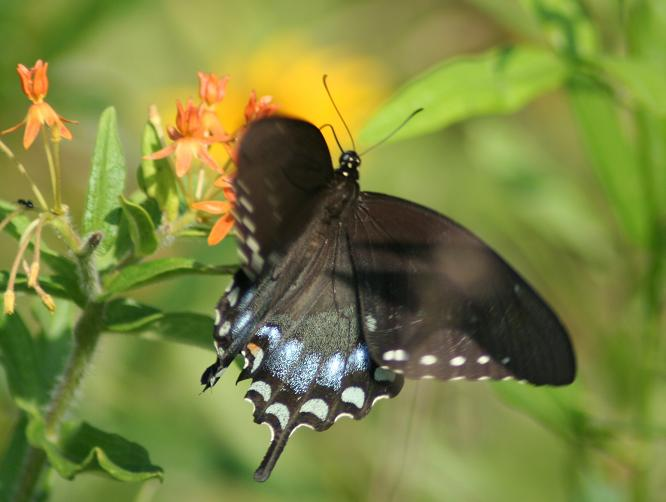